# Sebes-Körös
A Sebes-Körös (románul Crișul Repede, németül Schnelle Kreisch) folyó Romániában és Magyarországon, egyike a Körös három fő mellékfolyójának.

## Futása
Erdélyben, a kalotaszegi dombvidéken, Körösfő falutól kb. 2 kilométerre keletre ered. Forrása szép gránit boltívvel van kiépítve. Sárvásár és Bánffyhunyad érintésével beérkezik a Király-erdő nevű hegységbe, Kissebesnél egyesül a Kis-Sebessel, amely a Vlegyásza-hegység alatt ered. Innen számít valódi folyónak, pláne a Nagy-Sebes (Dregán) felvétele után, így Csucsánál már valódi folyó. Vársonkolyos és Körösrév között sziklaszoroson tör át, ezután szélesedő völgyben siet nyugat felé. Érinti Élesdet és Mezőtelegdet, keresztülfolyik a Bihar megyei Nagyváradon. Délkelet-Magyarországon keresztülfolyik a Kis-Sárréten, Körösladánytól délnyugatra fut össze a Kettős-Körössel és alkotja a Hármas-Köröst.

## Vízjárása
Nyáron a felső szakaszon időnként egy gyermek is átgázolhat, a hirtelen hóolvadások, vagy a nagy esők azonban a Tiszához hasonlóan hirtelen felduzzasztják. A Sebes-Körös árhullámainak levonulását a Romániában lévő energetikai célú tározórendszer feltöltöttségi állapota és üzemeltetési stratégiája határozza meg. A tározórendszer működésének következtében a Sebes-Körös magyarországi szakaszának vízjárása lényegesen megváltozott. Ritkábbak és alacsonyabbak az árhullámok, rövidebbek és a régebbinél lényegesen bővizűbbek a kisvízi időszakok.
Teljes hossza: 209 km, ebből a magyarországi szakaszának hossza 58,6 km. 
A Magyarországi szakaszon, a Berettyó torkolata és Körösladány között duzzasztómű épült 1977-ben.
- A meder átlagos esése: 17,1 cm/km
- A víz átlagos sebessége: 2,8 km/óra
- A meder átlagos szélessége: 40 méter
- A víz átlagos mélysége: 1,5–3 méter; kisvíz időszakban: 0,5 m

## Völgyének látványosságai
- A körösrévi Zichy-barlang, cseppkőbarlang  Archiválva 2007. október 12-i dátummal a Wayback Machine-ben
- A nagyváradi vár
- Vársonkolyos karsztforrása
- Mágor-puszta kunhalma

## Sport
Kenu- és raftingtúrák útvonala, kedvelt horgászhely. Erdélyi szakaszát a domolykó uralja, a síkvízi szakaszok fő horgászhala a paduc.

## Képek

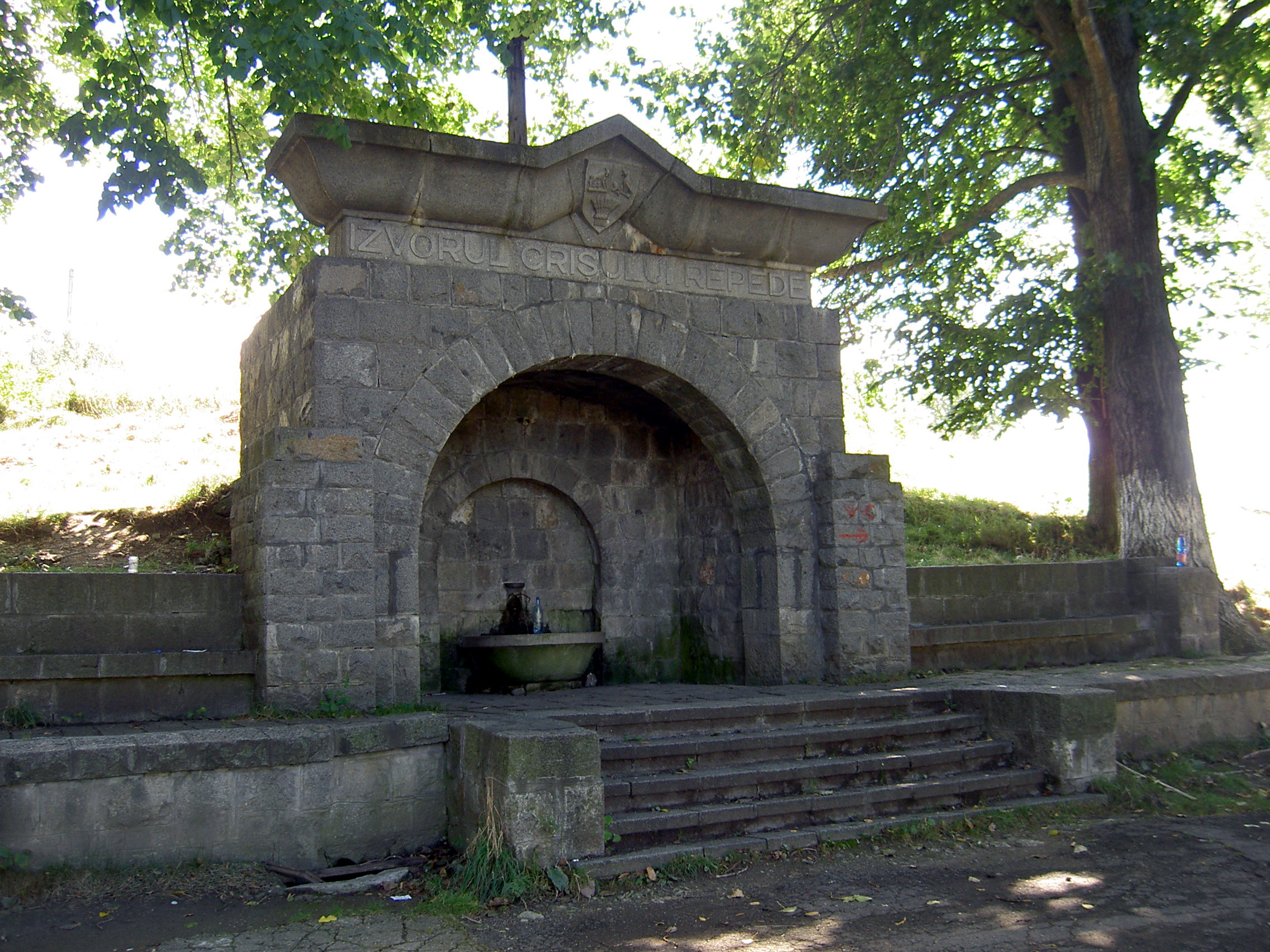
A Sebes-Körös forrása
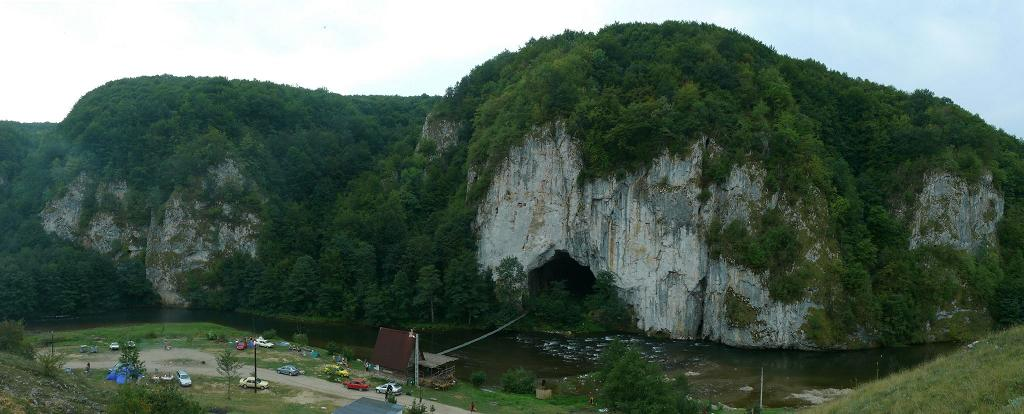
A Sebes-Körös kanyarja Vársonkolyosnál a Nagy Magyar-barlang bejáratával
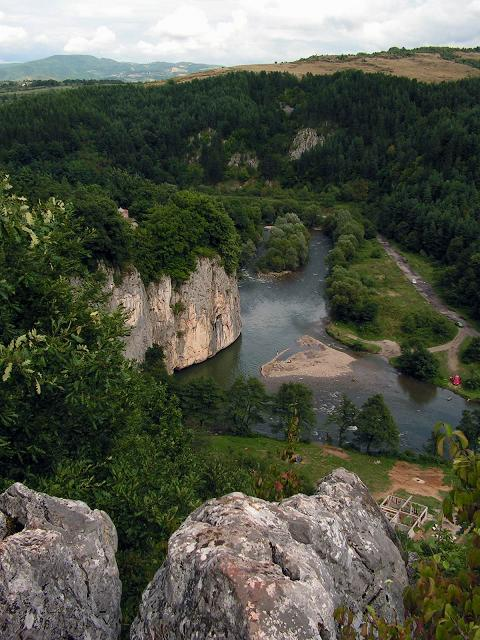
A folyó szurdokvölgye Vársonkolyosnál
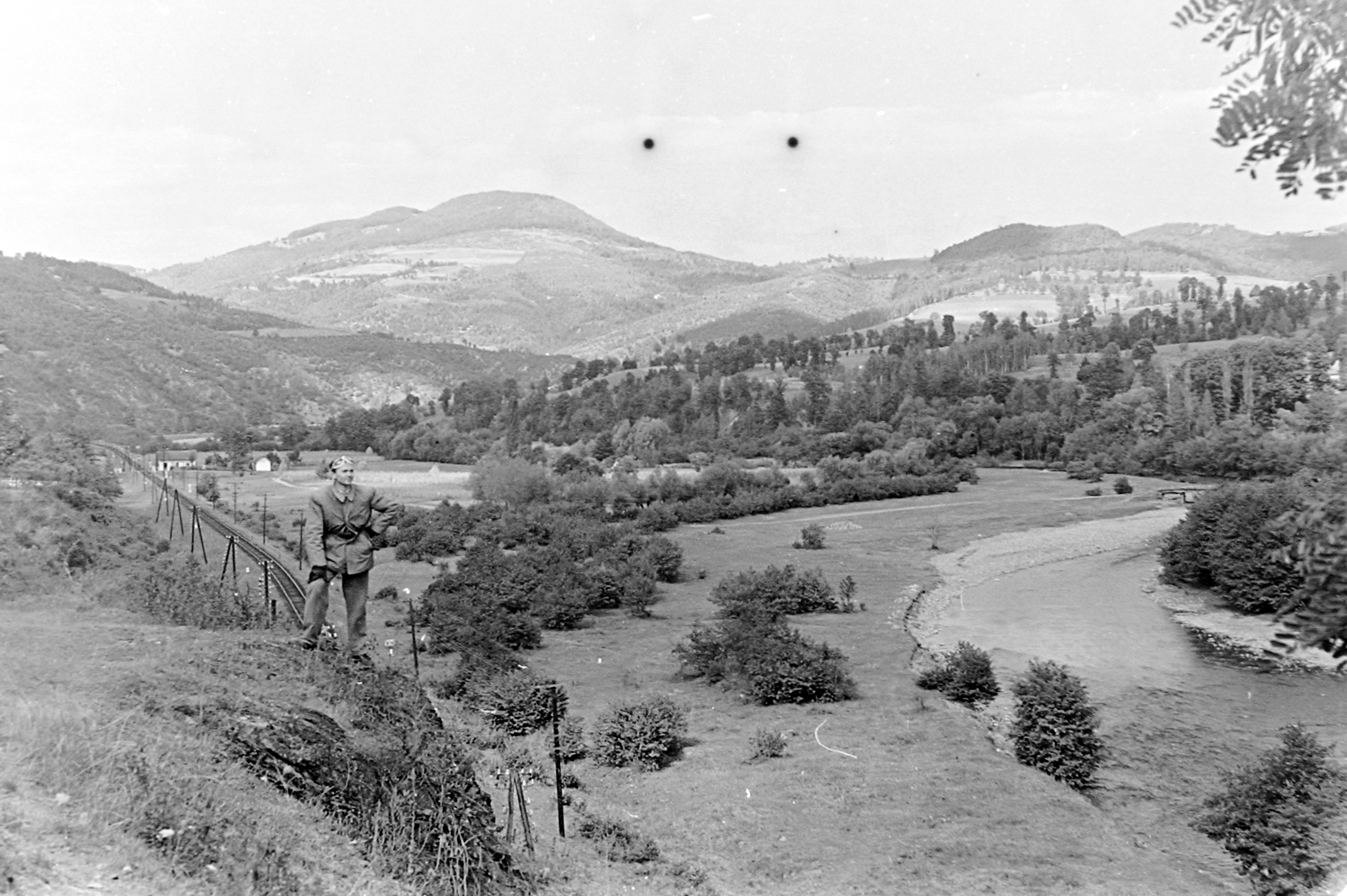
A Sebes-Körös völgye Királyhágó és Feketetó között, 1957
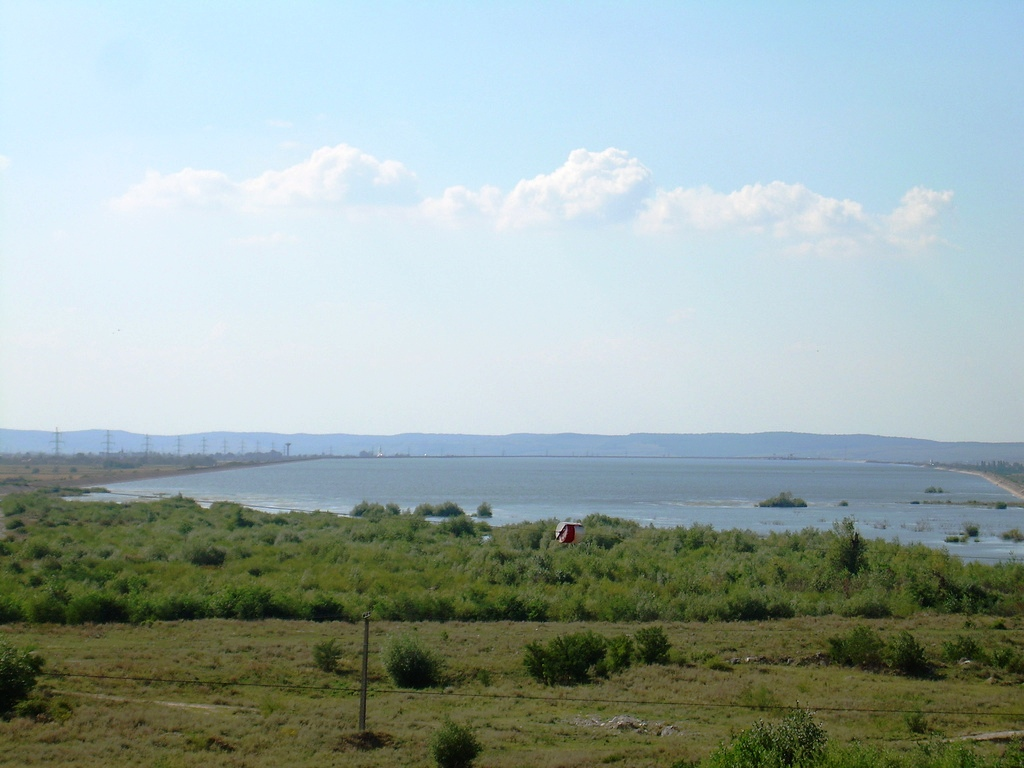
A Sebes-Körös felduzzasztásával létrehozott víztározó
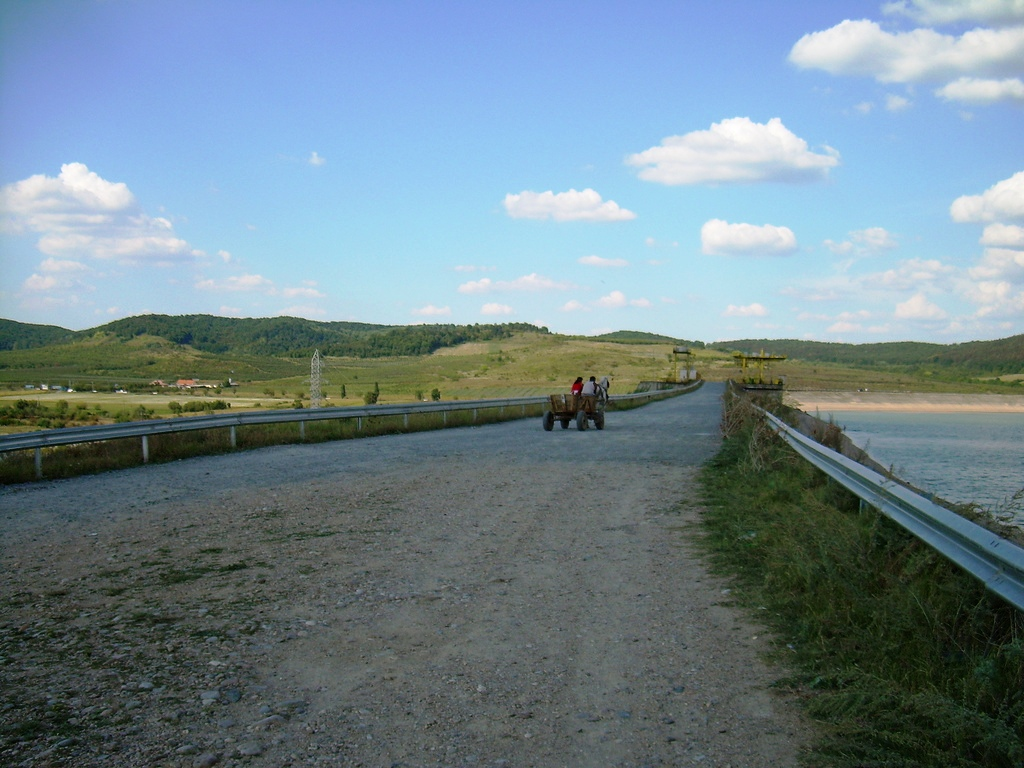
A duzzasztógát a Sebes-Körösön
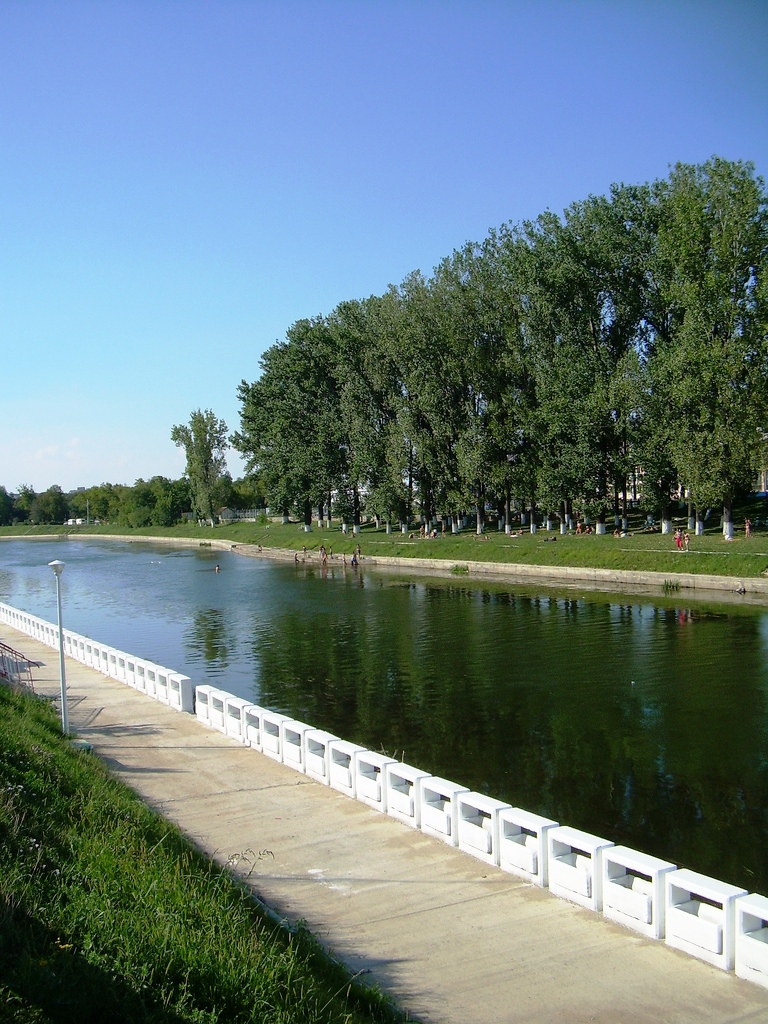
Strand a Sebes-Körös partján Nagyváradon
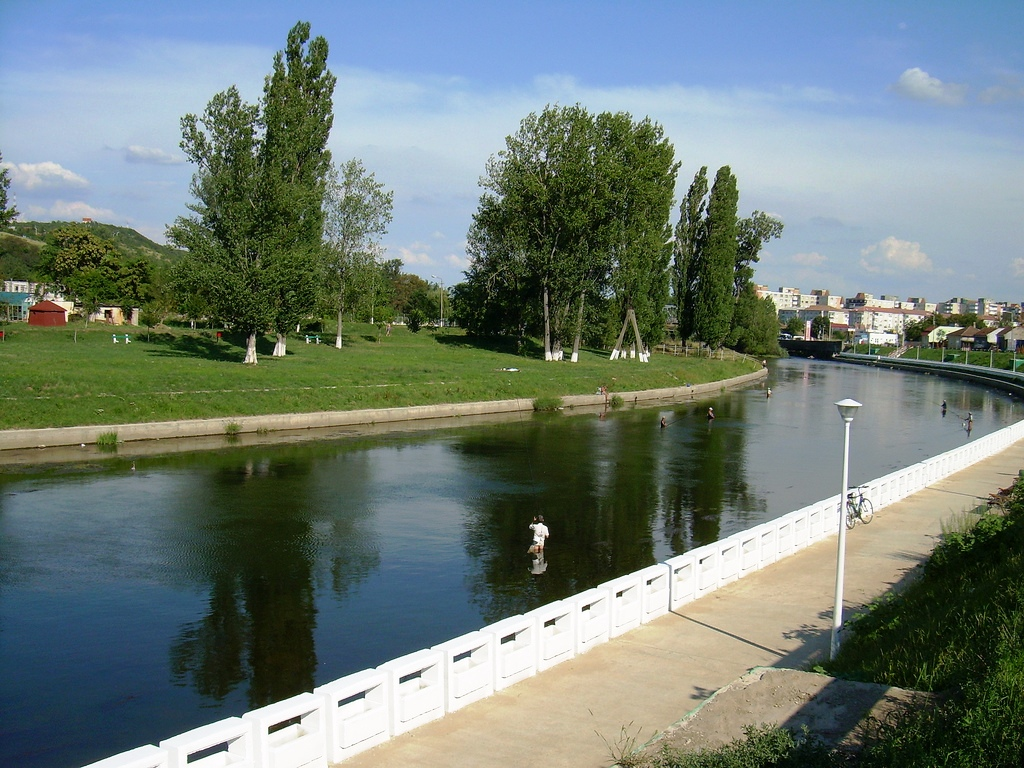
Strand a Sebes-Körös partján Nagyváradon